# Estación de Saint-Hyacinthe
Saint-Hyacinthe es una estación de Via Rail en Saint-Hyacinthe, Quebec, Canadá. La estación cuenta con personal y es accesible para sillas de ruedas. Varios trenes del corredor Montreal-Quebec y el Ocean de larga distancia paran aquí; el tren Montreal-Gaspé se suspendió en 2013. El horario comercial de la estación es de 7:00 a. m. a 11:15 a. m. (para viajeros de la mañana) y de 6:00 p. m. a 8:30 p. m. (para viajeros de la tarde); siete días a la semana. Un estacionamiento de bicicletas y una sala de equipajes son servicios especiales que se encuentran en esta estación.
La estación de tren es completamente accesible en transporte público.
El edificio actual de la estación data de 1900, pero Grand Trunk Railway construyó la primera estación de Saint-Hyacinthe en 1870 y nuevamente en 1872.